# علاج بالخلايا

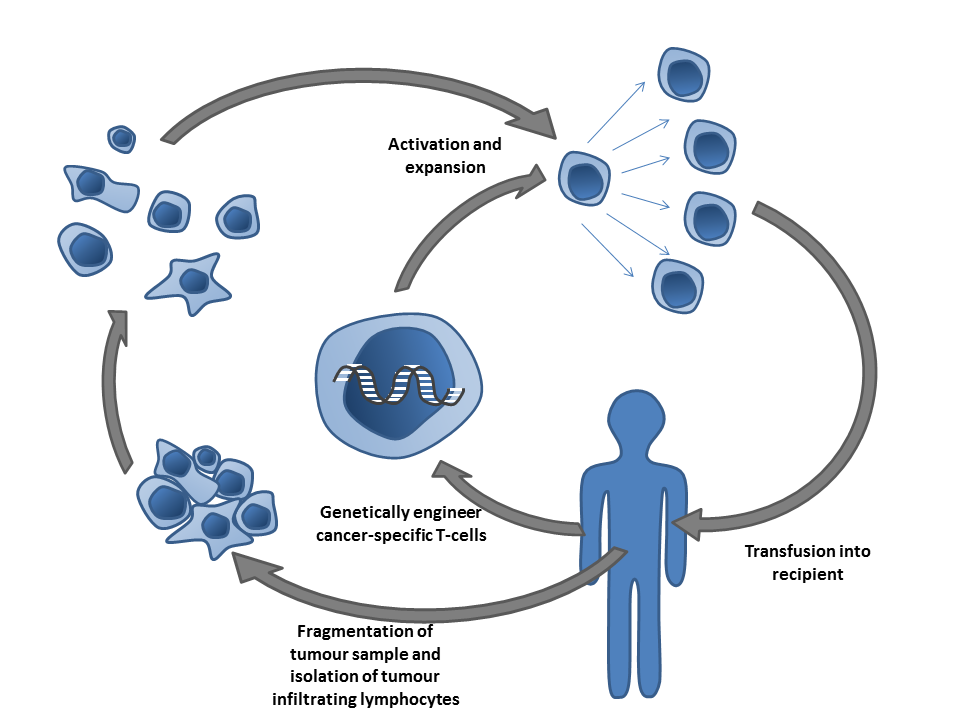

العلاج بالخلايا (ويسمى أيضًا العلاج الخلوي أو المعالجة الخلوية)
وهو العلاج الذي يتم فيه حقن المواد الخلوية في المريض. وهذا يعني بشكل عام، الخلايا الحية السليمة. على سبيل المثال، الخلايا التائية قادرة على محاربة الخلايا السرطانية عن طريق المناعة الخلوية التي يتم حقنها في مجرى العلاج المناعي.
نشأ العلاج بالخلايا في القرن التاسع عشر عندما حاول العلماء حقن المواد الحيوانية في محاولة لمنع وعلاج المرض. وعلى الرغم من هذه المحاولات لم تنتج أي فائدة إيجابية، تم إجراء المزيد من البحوث ووجد في منتصف القرن العشرين أن الخلايا البشرية يمكن أن تستخدم للمساعدة منع الجسم البشري رفض الأعضاء المزروعة، مما أدى في الوقت المناسب نجاح زرع نخاع العظام.
واليوم تم التعرف على فئتين متميزتين من العلاج بالخلايا.
الفئة الأولى: هي العلاج بالخلايا في الاتجاه العام للطب.وهذا هو موضوع البحث المكثف وأساس المنفعة العلاجية المحتملة. ومثل هذه البحوث يمكن أن يكون مثيراً للجدل عندما كان يترتب على المواد الجنينية البشرية.
الفئة الثانية: هي في الطب البديل والتي تدين ممارسة حقن المواد الحيوانية في محاولة لعلاج المرض. هذه الممارسة، وفقًا لجمعية السرطان الأمريكية، لا تدعمها أية أدلة طبية الفعالية، ويمكن أن يكون لها عواقب مميتة.
شارل إدوارد براون سيكوار - حاول وقف الشيخوخة عن طريق استخراج وحقن خصية الحيوان
العلاج بالخلايا يمكن تعريفه بأنه العلاج الذي يتم فيه حقن المواد الخلوية في جسم المريض.

## أنواع العلاج بالخلايا
هناك نوعان من فروع العلاج بالخلايا:
أولاً: هو الشرعي والمعمول به، حيث يتم زراعة الخلايا البشرية من متبرع للمريض.
ثانيا:هو الطب البديل الخطير، حيث يتم استخدام وحقن الخلايا الحيوانية في محاولة لعلاج مرض.
أصول العلاج بالخلايا ربما يمكن أن تعود إلى القرن التاسع عشر، عندما قام شارل إدوارد براون سيكوار (1817-1894) بحقن مقتطفات الخصية الحيوانهة في محاولة لوقف آثار الشيخوخة. في عام 1931 بول نايهينز (1882- 1971) - والذي كان يطلق عليه مخترع العلاج بالخلايا - حاول علاج المريض عن طريق حقن مادة من أجنة العجل ادعى ناهينز أن يعالج كثير من الناس المصابون بالسرطان باستخدام هذه التقنية، على الرغم من مزاعمه لم يتم التحقق من صحتها عن طريق البحث. .
وجد الباحثون في عام 1953 أن حيوانات المختبر يمكن أن تساعد على عدم رفض زراعة الأعضاء التي كتبها قبل بتلقيحهم الخلايا من الحيوانات المانحة. في عام 1968، في ولاية مينيسوتا، تمت أول عملية زراعة ناجحة لنخاع العظم البشري.
زراعة نخاع العظم أثبتت فعاليتها بالإضافة الي أنواع أخرى من العلاج بالخلايا البشرية - على سبيل المثال في علاج تلف غضروف الركبة في الآونة الأخيرة، تم الاعتراف بعلاج الخلايا باستخدام المواد البشرية كحقل مهم في علاج من الأمراض التي تصيب البشر. واظهرت تجارب العلاج بالخلايا الجذعية أنواع جديدة من العلاج.
في الاتجاه العام للطب، تدعم الرعاية الصحية المتميزة العلاج بالخلايا والتي ترى احتمالات قوية للنموه في المستقبل.

## خلية خيفي العلاج
في العلاج بخلايا خيفي المتبرع هو شخص مختلف عن لتلقي الخلايا. في تصنيع الأدوية، ومنهجية خيفي واعدة لعلاج الصنعية لا مثيل لها يمكن أن تشكل أساس للمنتجات. وهناك مصلحة الأبحاث في محاولة لتطوير هذه المنتجات لعلاج أمراض مثل مرض كرون ومجموعة متنوعة من الظروف الأوعية الدموية.الخلايا الجذعية الجنينية البشرية

## المادة الرئيسية

### الخلايا الجذعية الجنينية
البحوث في مجال الخلايا الجذعية الجنينية البشرية مثير للجدل، والتنظيم يختلف من بلد إلى آخر، هناك بعض الدول تمنع هذا. ومع ذلك، يجري التحقيق في هذا لتكون هذه الخلايا آليات العمل أساس لعدد من التطبيقات العلاجية، بما في ذلك العلاجات المحتملة لمرض السكري ومرض باركنسون.
ويستهدف العلاج بالخلايا في العديد من المؤشرات السريرية في أجهزة متعددة الوسائط متعددة من تسليم الخلية. وفقا لذلك، تشاركآليات عمل محددة في العلاجات الواسعة النطاق. ومع ذلك، هناك نوعان من المبادئ الرئيسية التي تسهل عمل الخلايا العلاجية:
- الخلايا الجذعية 1 أو السلف الخلية engraftment، والتمايز، واستبدال طويل المدى للانسجة التالفة. في هذا النموذج متعدد القدرات أو خلايا unipotent التمايز إلى نوع خلية معينة في المختبر أو بعد الوصول إلى موقع الإصابة (عن طريق الإدارة المحلية أو النظامية).تندمج هذه الخلايا ثم في موقع الإصابة، لتحل محل الأنسجة التالفة، وبالتالي تسهل تحسين وظيفة الجهاز أو الأنسجة.ومثال على ذلك هو استخدام الخلايا التي تحل محل العضلية بعد احتشاء عضلة القلب

- الخلايا التي لديها القدرة على اطلاق العوامل القابلة للذوبان مثل السيتوكينات، كيموكينات، وعوامل النمو التي تعمل في النظير الصماوي للغدد الصماء. هذه العوامل تسهل الشفاء الذاتي للجهاز أو المنطقة. تسليم الخلايا (عبر الإدارة المحلية أو النظامية) التي لا تزال قابلة للحياة لفترة قصيرة نسبيا (أيام أو أسابيع) ثم تموت. ويشمل ذلك الخلايا التي تفرز بشكل طبيعي العوامل العلاجية ذات الصلة، أو التي تخضع لتغيرات جينية أو لهندسة لوراثية التي تسبب للخلايا للإفراج عن كميات كبيرة من الجزيء المحدد. ومثال على ذلك تشمل الخلايا التي تفرز عوامل التي تسهل الأوعية الدموية، ومكافحة الالتهابات، ومعاداة موت الخلايا المبرمج. يقترح هذا النمط من العمل من قبل شركات مثل Pluristem وPervasis التي تستخدم خلايا انسجة ملتصقة أو ناضجة الخلايا البطانية لعلاج مرض الشريان المحيطي والمضاعفات الوصول الشرايين والأوردة.[6][7]

## علاج الخلايا الجذعية العصبية
الخلايا الجذعية العصبية (NSCs) هي موضوع البحوث الجارية للتطبيقات العلاجية الممكنة، على سبيل المثال لعلاج عدد من الاضطرابات العصبية مثل مرض باركنسون ومرض هنتنغتون.

## علاج الخلايا الجذعية الوسيطة
اللجان الدائمة هي الخلايا المناعية، متعدد القدرات وسريعة التكاثر وهذه القدرات الفريدة تمكنها من أن تستخدم مجموعة واسعة من العلاجات بما في ذلك العلاج المناعي-تغييرو تجديد والعظام والغضاريف، وتجديد عضلة القلب وعلاج متلازمة هيرلر، وهو اضطراب الهيكل العظمي والجهاز العصبي.
وقد أثبت الباحثون هورويتز واخرون ان استخدام اللجان الدائمة لعلاج النقص في تكوين العظم (OI). زرع نخاع العظم (BM) وهي الخلايا من المستخرجة من الكريات البيضاء البشرية (HLA) لأشقاء المرضى الذين يعانون من منظمة أوكسفام الدولية. وتشير النتائج إلى أن اللجان الدائمة يمكن أن تتطور إلى الخلايا بانية للعظم بشكل طبيعي، مما يؤدي إلى نمو العظام بسرعة وانخفاض تكرار الكسور.
إلى جانب تجديدالعظام والغضاريف، cardiomyocyte تجديد مع ذاتي BM اللجان الدائمة كما تم الإبلاغ مؤخرا. أسفر إدخال BM اللجان الدائمة التالية احتشاء عضلة القلب (MI) إلى خفض كبير في المناطق المتضررة وتحسين وظيفة القلب. وتجري التجارب السريرية لعلاج MI حاد مع Prochymal التي كتبها أوزوريس التداوي. أيضا، كشفت التجارب السريرية تحسينات هائلة في سرعة التوصيل العصبي في مرضى متلازمة هيرلر يملؤه BM اللجان الدائمة من الأشقاء HLA-المتطابقة.

## زراعة الخلايا خلايا الجذعية المكونة للدم
تمتلك HSC القدرة على تمييز جميع أنواع خلايا الدم، وخاصة المتورطين في نظام التجديد الذاتي للمناعة البشري. وبالتالي، فإنها يمكن أن تستخدم لعلاج الدم والاضطرابات المناعية. منذ نشر نخاع العظم البشري (BM) التطعيم لأول مرة في عام 1957، كانت هناك تطورات كبيرة في العلاج HSCs. وبعد ذلك، تم تنفيذ مسانج نخاع التسريب وتطعيم نخاع خيفي بنجاح. يمكن لعلاج HSCs أيضا تقديم العلاج من خلال إعادة تشكيل الخلايا التالفة المكونة للدم واستعادة النظام المناعي بعد جرعة عالية من العلاج الكيميائي للقضاء على المرض.
هناك ثلاثة أنواع من HSCT: مسانج، ذاتي، وزراعة خلايا خيفي تحدث زراعة المسانج بين التوائم المتماثلة. والزراعة الذاتية تستخدم HSCs الحصول عليها مباشرة من المريض وبالتالي لا تسبب أي مضاعفات عدم توافق الأنسجة. في حين تشمل زراعة خلايا خيفي على استخدام HSCs المانحة، إما ذات الصلة الوراثية أو غير ذات صلة إلى المستقبل. لخفض مخاطر الإصابة، والتي تشمل رفض الفساد والكسب غير المشروع ضد حامل المرض (GVHD)، يجب في خلايا خيفي HSCT تلبية التوافق في مواضع HLA (أي المطابقة الجينية للحد من القدرة المناعية للزراعة). ان عدم تطابق HLA مواضع يؤدي إلى الوفاة الناجمة عن العلاج وعرضة لل GVHD الحاد.
بالإضافة إلى BM المستمدة من HSCs، واستخدام مصادر بديلة مثل دم الحبل السري (يو سي بي) والخلايا الجذعية الدموية المحيطية (PBSCs) قد تتزايد. بالمقارنة مع BM المستمدة من المستفيدين من HSCs، ذكر أحد المستفيدين PBSCs المصابين بالأورام الخبيثة في الدم النخاعي لengraftment أسرع والبقاء على قيد الحياة أفضل بشكل عام. ومع ذلك، وكان هذا على حساب زيادة معدل GVHD. كما أن استخدام UCB يتطلب أقل صرامة HLA مواضع مطابقة، على الرغم من أن وقت التهجين أطول ونسبة الفشل تكون أعلى من ذلك.

## الطب البديل
يعرف العلاج بالخلايا في الطب البديل، بانه حقن المواد الحيوانية الخلوية غير البشرية في محاولة لعلاج مرض.
هذا البديل، هو نموذج للعلاج بالخلايا يستند على الحيوان وتقول جمعية السرطان الأمريكية: "لا تدعم الأدلة العلمية المتوفرة بأن العلاج بالخلايا فعال في علاج السرطان أو أي مرض آخر وفي الواقع قد يكون قاتلا.